# NINETY-NINE NIGHTS
『NINETY-NINE NIGHTS』（ナインティ ナイン ナイツ、N3）は、Q ENTERTAINMENTとファンタグラムが開発したXbox 360対応の3Dアクションゲーム。2006年4月20日にマイクロソフトから発売。プロデュースは水口哲也。主題歌はBoA「Your Color」。

## ストーリー
光と闇、それぞれの種族が「オーブ」の加護によって平穏に暮らしていた世界。ある日、何者かの陰謀により、そのオーブが砕かれてしまう。光と闇に分かれた軍勢、そして光と闇のオーブ、それが再び1つになる時、99の闇が訪れ、100日目に朝が訪れる。
オーブを巡った壮絶な戦争。この物語は、名も無き戦争の中の英雄たちの物語である。

## 登場人物
インフィ声 - 那珂村タカコ
首都ヴァルハーリン「聖堂騎士団」所属の女騎士。17歳。正義感が非常に強く、自他共に厳しい性格。幼い頃に父をゴブリンに殺された過去を持ち、ゴブリンを激しく憎む。兄のアスファに対しては兄妹を越えた感情を抱き始めている。若くして男顔負けの剣技を身につけ、光の巫女エクトバールから光のオーブの加護を授かった。常にゴブリン討伐の先陣に立ち鬼神の如き活躍をするが、いつしかその正義は歪に捻じ曲がっていき、ゴブリンを憎むあまり敵拠点であるワンディーク砦の集落を襲って女子供のゴブリンまでも皆殺しにしてしまう。ついにはヤ・フェ・ワールの森へ逃げ込んだゴブリン王ディクファリオをアスファが止めるのも聞かずその手にかけた瞬間、「夜の王」によって何処かへ連れ去られてしまった。
アスファ声 - 小川輝晃
首都ヴァルハーリン「聖堂騎士団」所属の騎士。19歳。屈託なき人情家だがやや優柔不断。小さい頃から妹のインフィを見守りつつ槍の修行をしてきたが、本当は義理の兄で、妹が自分を兄でなく男として意識し始めた事に困惑している。光の巫女エクトバールとは幼馴染。インフィと同じく光のオーブの加護を授かるが、ゴブリン討伐の中で次第に自分が信じてきた正義に疑問を抱き始め、戦争が正義も何も無いただの殺し合いではないのかと悩むようになる。どうにか今以上に血を流さず戦争を終わらせる手段はないかと足掻くが、努力もむなしく、目の前でインフィを連れ去られてしまう。
ミーフィ声 - 磯部弘
「ビッグブル」の異名で鳴らす凄腕の傭兵。32歳。法律家の家系に生まれたが、国に見捨てられた人々を見過ごすことが出来ず兵士として生きる道を選ぶ。今回の戦争にはあまり乗り気でなかったが、登録所へやって来た美麗の女剣士エッファを見て一目惚れし、彼女と同じ傭兵団に加わった。常に不敵でにやけているため軽い男に思われがちだが、酒と女と戦いにはいたって真剣。義に厚く仲間思いの頼れる存在である。巨大な双刀の剣に鎖を付けた武器を振るい、後に炎のオーブの加護を授かり、エッファのために数多の戦で大暴れする。
テュルル声 - 鎌田梢
聖都魔導院出身の天才魔法使い。12歳。天真爛漫で外の世界に憧れる普通の少女。古木の根元に捨てられていたところを大魔導師ミラーヴァリスに拾われた。幼くして魔法の修行で天賦の才を引き出し、免許皆伝と共に試練の洞窟で水の精霊リバイアサン（通称リバたん）と契約した。水のオーブの加護を受け、鍵型の杖から放たれる水魔法を駆使して戦場で大活躍するが、同じ光の軍勢による虐殺を目の当たりにして一度は戦いを放棄しかける。しかしミラーヴァリスを裏切り彼を殺した同胞のエスペラーダを討ち倒すことで自分の使命を取り戻し、ミラーヴァリスの意思を継ぐ決心をした。
カラーラン声 - 中井和哉
アルファソス教の神職。30歳。かつてあらゆる犯罪に手を染めていたが、盗みの為に押し入った教会で神父に諭され改心。修行を積み城塞都市ヴァルガンダにある教会の神父となる。激しい気性の持ち主だが神の教えにより自分を戒めているので普段は寡黙かつ冷静。戦の到来を自らに架せられた試練と捉えて信仰のシンボルである巨大な棍棒を武器に、雷のオーブの加護の元にひとり戦場へ繰り出す。ワンディーク砦の最奥にある古代の石碑からこの戦が「夜の王」の陰謀でもたらされたものだと突き止め、フォーリア平原で夜の軍勢を駆逐した後、闇の使途として連れ去られたインフィを救出するべく「夜の王」が住む異世界へ突入した。
ディングバット声 - 古谷徹
世にも珍しい白き肌のゴブリン。15歳。かつて兄のディンガと共にワンディーク砦で暮らしていたがその集落が聖堂騎士団に襲われて壊滅。ディンガも彼の目の前で「赤い鎧の女騎士」に殺されてしまう。そのため人間を激しく憎み、兄の敵を討つべく戦士となった。非常に気高く雄々しいが、自分の肌の色にはコンプレックスを持っている。風のオーブの加護を受け、二刀流の短剣を振るって目にも止まらぬ速さで光の軍勢を切り刻む。

## 関連
- NINETY-NINE NIGHTS II
- NINETY-NINE NIGHTS ONLINE